# More Than a Melody
More Than a Melody è il quarto album in studio della cantante gospel Yolanda Adams, pubblicato nell'ottobre del 1995 per l'etichetta Tribute Records.

| Recensione | Giudizio |
| ---------- | -------- |
| AllMusic   |          |

## Tracce
1. Open Arms – 4:05
2. Trust And Believe – 5:48
3. The Good Shepherd – 5:58
4. Gotta Have Love – 4:20
5. What About The Children? – 5:18
6. More Than A Melody – 5:57
7. My Desire – 4:39
8. Take Away – 5:05
9. Fly Like An Eagle – 4:02
10. You Changed My Life (feat. Doug Williams) – 5:03

Durata totale: 50:15

## Classifiche
| Classifica (1995-1996) | Posizione massima |
| ---------------------- | ----------------- |
| Stati Uniti Gospel     | 4                 |